# Żeżeliw
Żeżeliw (ukr. Жежелів) – wieś na Ukrainie, w obwodzie winnickim, w rejonie chmielnickim. W 2001 liczyła 1456 mieszkańców, wśród których 1447 wskazało jako ojczysty język ukraiński, 9 rosyjski, a 1 inny.